# All Punk Cons
All Punk Cons är Saidiwas debutalbum, utgiven 1997 av Desperate Fight Records.

## Låtlista[1]
1. "The Matter"
2. "Demask"
3. "Two Fronts"
4. "Pigs"
5. "As Long as There's Gender"
6. "Competition"
7. "Some Kids Are Full of Shit"
8. "About My Lover"
9. "Traitor"
10. "Invitation"
11. "Red Onions"
12. "Boring Life"
13. "The Promise"